# Pachycerina obscuripennis
Pachycerina obscuripennis är en tvåvingeart som beskrevs av Lamb 1912. Pachycerina obscuripennis ingår i släktet Pachycerina och familjen lövflugor.
Artens utbredningsområde är Seychellerna. Inga underarter finns listade i Catalogue of Life.